# Clepsydra (genre)
Pour les articles homonymes, voir Clepsydra.
Genre
Clepsydra est un genre potentiel de Bacillariophyta, découvert en 1998.
Il comporterait au moins une espèce, Clepsydra truganiniae, découverte en Tasmanie. Néanmoins, ce genre n'est pas répertorié dans The Index Nominum Genericorum. De surcroît, dans le résumé de leur article de 1998, les auteurs indiquent que la position de ce genre est encore discutée.